# دهستان جزیره مینو
دهستان جزیره مینو، یکی از دهستان‌های بخش مینو شهرستان خرمشهر در استان خوزستان ایران است.

## جمعیت
براساس سرشماری عمومی نفوس و مسکن در سال ۱۳۹۵، جمعیت دهستان جزیره مینو برابر با ۶،۹۲۳ نفر بوده‌است.